# Hayti (Missouri)
Hayti est une ville du comté de Pemiscot, dans le Missouri, aux États-Unis,. Située à l'est du comté, elle est incorporée en 1896.

## Démographie
Lors du recensement de 2020, la ville comptait une population de 2 493 habitants.

### Source de la traduction
- (en) Cet article est partiellement ou en totalité issu de l’article de Wikipédia en anglais intitulé « Hayti, Missouri » (voir la liste des auteurs).